# سيغموند جنسن
سيغموند جنسن (بالنرويجية البوكمول: Sigmund Jensen)‏ هو كاتب نرويجي، ولد في 23 مارس 1968.